# Ángel Cervigón Mota
Ángel Cervigón Mota (Casar de Palomero, Cáceres, 8 de abril de 1961) es un político español del Partido Socialista Obrero Español, que fue alcalde de Santa Cruz de Paniagua entre el 14 de junio de 2003 y el 10 de junio de 2011. También es propietario de una empresa de transporte de viajeros por carretera.

## Caso de corrupción
En 2014, tras una auditoría interna realizada por el propio Ayuntamiento, se destapa un caso de corrupción política, denominado Caso Santa Cruz de Paniagua, en el que se advierten numerosas irregularidades cometidas por Cervigón durante su gestión entre 2003 y 2011 al frente del Consistorio como primer edil. El Ministerio Fiscal, en funciones de Anticorrupción, inicia una profunda investigación, hallando "indicios de importantes irregularidades", así como "discrecionalidad absoluta en nombramientos y ausencia de expedientes de contratación".
Por esta razón, el Juzgado de Instrucción N.º 3 de Plasencia, a petición de la Fiscalía, le imputa presuntos delitos de prevaricación, malversación y tráfico de influencias; así como a varios funcionarios del Ayuntamiento, como María Lola López o Antonio Jesús Santibáñez.
El Ministerio Fiscal, en un escrito de acusación fechado el 29 de noviembre de 2018, califica los hechos de prevaricación, malversación de caudales públicos y delito de negociaciones prohibidas, solicitando la apertura de Juicio Oral contra los tres acusados. Para Ángel Cervigón, como principal autor, eleva las penas a siete años de prisión e inhabilitación para empleo o cargo público durante 21 años y medio, así como el pago de cuantiosas multas y la devolución de lo presuntamente defraudado. El Juzgado de Instrucción admite las peticiones del Ministerio Fiscal, decretando la apertura de Juicio Oral ante la Audiencia Provincial de Cáceres por la gravedad de los hechos relatados por la Fiscalía.
Según el escrito de acusación, el entonces alcalde cobraba entre 400 a 500 euros al mes en kilometraje sin entregar justificantes. Igualmente se citan otros pagos realizados por el Ayuntamiento en favor de la empresa de autobuses de Ángel Cervigón, "Autocares Ángel". El entonces alcalde también contrató a sus propios hijos para realizar determinados trabajos en el Ayuntamiento, a un concejal de su partido y a familiares de la acusada María Lola.
La Audiencia Provincial de Cáceres señala el inicio del Juicio, en Audiencia Pública, para el 11 de junio de 2019. Éste finaliza el 19 de junio de 2019, quedando visto para Sentencia. Una vez dictada, con fecha 25 de junio de 2019, el Tribunal considera probados los siguientes hechos:

"Se declaran como hechos probados que Ángel fue alcalde de la localidad de Santa Cruz de Paniagua desde 2003 hasta junio de 2011, renunciando al cobro de una retribución por ello, constándole solo el abono de asistencia a plenos y dietas por kilometraje que ascendían al mes a una cantidad que oscilaba entre 400 y 500 euros.
María Lola era la Alguacil del Ayuntamiento y única trabajadora del mismo. El 27 de agosto de 1999, asumió por acuerdo del pleno del Ayuntamiento las funciones de la secretaría al haber cesado el anterior secretario y hasta tanto se cubriera por un titular. El 28 de octubre de 1999 se acordó por el pleno municipal un complemento pecuniario con efectos desde el 1 de septiembre de ese mismo año para compensar la asunción de esas funciones por María Lola, funciones que vino desempeñando hasta el 12 de mayo de 2010 en que Antonio Jesús asumió la secretaría intervención del ayuntamiento, acumulándola a la secretaría del ayuntamiento de Plasencia que como funcionario titular de administración local desempeñaba, estando en ese puesto hasta 31 de octubre de 2012 en que a petición propia le fue revocada la acumulación por resolución de la dirección general correspondiente. Durante los años en que María Lola estuvo desempeñando esas funciones hasta 2010, Antonio Jesús ejercía como asesor de la misma y de la alcaldía, cobrando por ello una cantidad de dinero que se le abonaba mediante cheques, ﬁrmando el correspondiente recibí el interesado; a partir de acumular la secretaría cobraba su retribución a través de una nómina.
Ángel actuando con su condición de alcalde contrató, con conocimiento de que actuaba al margen del ordenamiento jurídico, sin ningún expediente, ni oferta pública, ni trámite alguno, ni previo, ni formalización alguna posterior, y sin dar de alta en la seguridad social, y pagándoles por caja corriente ﬁrmando estos el correspondiente recibí a los siguientes trabajadores: En agosto de 2009 a Marta, (hija del alcalde), por trabajos en la oﬁcina del ayuntamiento durante 14 días del mes de agosto por vacaciones de María Lola, cobrando por ello 500 euros el día 7 de septiembre de 2009. A Pablo, (hijo del alcalde) por trabajos en la piscina municipal los meses de julio y agosto de 2009, pagándole 300 euros el 7 de septiembre de 2009. Al mismo Pablo, en el verano de 2010 por trabajos de nuevo en la piscina municipal durante el verano, pagándole 850 euros el 11 de octubre de 2010. A Jorge, (hijo de  María Lola), por 1 semana de socorrista en el mes de agosto y otra semana, la primera de septiembre, en el verano de 2009, cobrando la cantidad de 300 euros el 7 de septiembre de 2009, y un día de trabajo en el ayuntamiento, el 22 de marzo de 2010 por el que cobró 34 euros. A  Laura, (hija de  María Lola) por sustitución de 9 días en la oﬁcina del ayuntamiento por vacaciones de María Lola del 21 al 29 de septiembre de 2009, pagándole 300 euros el 23 de octubre de 2009. A Silvestre, (marido de María Lola) por trabajos de fontanería en el Ayuntamiento el 21 de octubre de 2010, 250 euros, y el 23 de diciembre de 2008, 60 euros por trabajos de fontanería también en el consultorio del pueblo.
El alcalde es titular de una empresa de autobuses habiendo contratado esos autobuses sin expediente alguno, ni concurso público, ni ningún trámite previo para ello, sabiendo que no se ajustaba a la forma de realizar ese contrato de servicios para realizar varios viajes desde el pueblo a otras poblaciones en los que se celebraban actos públicos, o populares, bien de la mancomunidad, bien a otros servicios públicos como realización centralizadas de mamografías, etc, cobrando por caja y ﬁrmando el correspondiente recibí por esos servicios. Las fechas en que ello se produce abarcan desde el 28-2-2008, marzo de 2008, 24-5-2008, 16-5-2009, y 14-5-2011." 
Con base en los citados hechos, la Audiencia Provincial sentencia:
"Que debemos CONDENAR Y CONDENAMOS a Ángel, como autor responsable de un delito continuado de prevaricación ya deﬁnido, concurriendo la atenuante simple de dilaciones indebidas a la pena de 8 años, 6 meses y 1 día de inhabilitación especial para cargo público y para el ejercicio del derecho de sufragio pasivo durante el tiempo de la condena, que conlleva la privación del cargo efectivo de Alcalde electo, que desempeñaba durante la comisión de los hechos o el que pudiera desempeñar en la actualidad, con todo lo que ello conlleva, debiendo extenderse a la incapacidad para obtener el mismo cargo u otros análogos de procedencia electiva en cualquier administración pública, nacional, autonómica o local, durante el tiempo de la condena. Se le imponen una séptima parte de las costas procesales causadas en este procedimiento.
Se absuelve a Ángel de los delitos de malversación de caudales públicos y negociaciones prohibidas a funcionario público de los que también venía acusado.
Se absuelve libremente y con todos los pronunciamientos favorable inherentes a ello a María Lola y a Antonio Jesús de los delitos de prevaricación continuada y malversación de caudales públicos por los que venían acusados." 
Ángel Cervigón habría recurrido la sentencia en casación al Tribunal Supremo, no constando referencia alguna al respecto.
Vuelvo a insistir, la denuncia falsa del Sr. Miguel Carlos Gonzalez Muñoz, contra los funcionarios absueltos fue fruto de su animadversión inmunda hacia ellos. En España las acusaciones falsas siguen siendo gratuitas y además no pueden perseguirse, es una pena.